# Ortuella
Ortuella (anciennement Santurce-Ortuella) est une commune de Biscaye dans la communauté autonome du Pays basque en Espagne.

## Démographie

### Quartiers
Les quartiers de Ortuella sont: Cadegal, Orconera, Nocedal, Triano et Urioste.

### Sources
- (es) Cet article est partiellement ou en totalité issu de l’article de Wikipédia en espagnol intitulé « Ortuella » (voir la liste des auteurs).